# Junior Kelly
Keith Morgan (Kingston, 23 september 1970), beter bekend als Junior Kelly, is een Jamaicaanse muzikant.

## Levensloop
Keith Morgan groeide op in armzalige omstandigheden. Hij kwam in contact met de muziek, dankzij via zijn oudere broer "Jim Kelly" die actief was als dj bij de soundsystem Killamanjaro. Deze werd echter neergeschoten in de buurt van hun huis, toen Keith Morgan 13 jaar was.
Medio jaren 80 begon hij zelf te zingen bij een 'soundsystem' en nam hij de naam 'Junior Kelly' aan ter ere van zijn broer. Sinds 1993 treedt hij solo op en is groeit hij tot een gerenommeerd artiest binnen de reggaescène.

## Discografie
- Rise (2000; Cham)
- Juvenile (2000; Jet Star Records)
- Juvenile In Dub (2000; Jet Star Records)
- Love So Nice (2001; VP Records)
- Conscious Voice (2002; Penitentiary Records)
- Kings Of Zion (met Sizzla, Anthony B & Capleton; 2002; Cham)
- Bless (2003; Penitentiary Records)
- Smile (2003; VP Records)
- Toe 2 Toe 5 (met Sizzla; 2003, Cham & Jet Star Records)
- Creation (2004, Penitentiary Records)
- The Good, The Bad & The Blazing (met Bounty Killer & Capleton, 2005, Minor 7 Flat 5)
- Tough Life (2005, VP Records)
- Red Pond (2010, VP Records)[2]